# Канада на зимових Олімпійських іграх 2018
Канада на зимових Олімпійських іграх 2018, які проходили з 9 по 25 лютого в Пхьончхані (Південна Корея), була представлена 226 спортсменами в 14 видах спорту. Прапор Канади на церемонії відкриття Олімпіади несли Тесса Верчу і Скотт Моїр, а на церемонії закриття прапороносцем стала ковзанярка Кім Бутен.
Канадські спортсмени здобули 29 медалей: 11 золотих, 8 срібних та 10 бронзових. Це був найуспішніший виступ Канади за загальною кількістю медалей, перевищивши 26 медалей, виграних на зимових Олімпійських іграх 2010 року. У загальному медальному заліку команда Канади зайняла третє місце.

## Медалісти
| Медалі | Спортсмени                                                                                    | Вид спорту          | Дисципліна              | Дата      |
| ------ | --------------------------------------------------------------------------------------------- | ------------------- | ----------------------- | --------- |
| Золото | Патрік Чен Кейтлін Осмонд Габріелль Дейлман Меган Дюамель Ерік Редфорд Тесса Верчу Скотт Мойр | Фігурне катання     | командні змагання       | 12 лютого |
| Золото | Мікаель Кінгсбері                                                                             | Фристайл            | могул (чоловіки)        | 12 лютого |
| Золото | Кейтлін Лоз Джон Морріс                                                                       | Керлінг             | змішані пари            | 12 лютого |
| Золото | Тед-Ян Блумен                                                                                 | Ковзанярський спорт | 10000 метрів (чоловіки) | 15 лютого |
| Золото | Самюель Жирар                                                                                 | Шорт-трек           | 1000 метрів (чоловіки)  | 17 лютого |
| Золото | Джастін Кріппс Александер Копач                                                               | Бобслей             | двійки (чоловіки)       | 19 лютого |
| Золото | Тесса Верчу Скотт Мойр                                                                        | Фігурне катання     | танці на льоду          | 20 лютого |
| Золото | Кессі Шарп                                                                                    | Фристайл            | хафпайп (жінки)         | 20 лютого |
| Золото | Брейді Леман                                                                                  | Фристайл            | скікрос (чоловіки)      | 21 лютого |
| Золото | Келсі Серва                                                                                   | Фристайл            | скікрос (жінки)         | 23 лютого |
| Золото | Себастьян Тутан                                                                               | Сноубординг         | біг-ейр (чоловіки)      | 24 лютого |
| Срібло | Макс Парро                                                                                    | Сноубординг         | слоупстайл (чоловіки)   | 11 лютого |
| Срібло | Тед-Ян Блумен                                                                                 | Ковзанярський спорт | 5000 м (чоловіки)       | 11 лютого |
| Срібло | Жустін Дюфур-Лапуант                                                                          | Фристайл            | могул (жінки)           | 11 лютого |
| Срібло | Лорі Блуен                                                                                    | Сноубординг         | слоупстайл (жінки)      | 12 лютого |
| Срібло | Алекс Гоф Семюел Едні Трістан Вокер Джастін Сніт                                              | Санний спорт        | змішана естафета        | 15 лютого |
| Срібло | Жіноча збірна Канади                                                                          | Хокей               | жінки                   | 22 лютого |
| Срібло | Кім Бутен                                                                                     | Шорт-трек           | 1000 метрів (жінки)     | 22 лютого |
| Срібло | Бріттані Фелан                                                                                | Фристайл            | скікрос (жінки)         | 23 лютого |
| Бронза | Марк Мак-Морріс                                                                               | Сноубординг         | слоупстайл (чоловіки)   | 11 лютого |
| Бронза | Кім Бутен                                                                                     | Шорт-трек           | 500 метрів (жінки)      | 13 лютого |
| Бронза | Алекс Гоф                                                                                     | Санний спорт        | одиночні сани (жінки)   | 13 лютого |
| Бронза | Меган Дюамель Ерік Редфорд                                                                    | Фігурне катання     | пари                    | 15 лютого |
| Бронза | Кім Бутен                                                                                     | Шорт-трек           | 1500 метрів (жінки)     | 17 лютого |
| Бронза | Алекс Больє-Маршан                                                                            | Фристайл            | слоупстайл (чоловіки)   | 18 лютого |
| Бронза | Кайлі Гамфріс Філісія Джордж                                                                  | Бобслей             | двійки (жінки)          | 21 лютого |
| Бронза | Самюель Жирар Шарль Амлен Шарль Курнуає Паскаль Діон                                          | Шорт-трек           | естафета (чоловіки))    | 22 лютого |
| Бронза | Кейтлін Осмонд                                                                                | Фігурне катання     | жінки                   | 23 лютого |
| Бронза | Чоловіча збірна Канади                                                                        | Хокей               | чоловіки                | 24 лютого |

## Спортсмени
| Вид спорту          | Чоловіки | Жінки | Всього |
| ------------------- | -------- | ----- | ------ |
| Гірськолижний спорт |          |       | 13     |
| Біатлон             | 5        | 5     | 10     |
| Бобслей             |          |       | 18     |
| Лижні перегони      |          |       | 10     |
| Керлінг             | 6        | 6     | 12     |
| Фігурне катання     | 8        | 9     | 17     |
| Фристайл            |          |       | 30     |
| Хокей               | 25       | 23    | 48     |
| Санний спорт        | 5        | 3     | 8      |
| Шорт-трек           | 5        | 5     | 10     |
| Скелетон            |          |       | 6      |
| Стрибки з трампліна |          |       | 3      |
| Сноубординг         |          |       | 21     |
| Ковзанярський спорт |          |       | 20     |
| Усього              | 49       | 48    | 226    |

## Біатлон
| Спортсмен                                               | Дисципліна                       | Час       | Хиби        | Місце |
| ------------------------------------------------------- | -------------------------------- | --------- | ----------- | ----- |
| Крістіан Гоу                                            | індивідуальні перегони, чоловіки | 51:01.0   | 2 (1+0+0+1) | 26    |
| Крістіан Гоу                                            | спринт, чоловіки                 | 25:52.8   | 3 (2+1)     | 62    |
| Скотт Гоу                                               | індивідуальні перегони, чоловіки | 50:06.3   | 1 (0+0+0+1) | 14    |
| Скотт Гоу                                               | спринт, чоловіки                 | 25:53.5   | 4 (4+0)     | 61    |
| Брендан Грін                                            | індивідуальні перегони, чоловіки | 50:30.4   | 1 (0+0+0+1) | 22    |
| Брендан Грін                                            | спринт, чоловіки                 | 26:48.0   | 3 (0+3)     | 82    |
| Натан Сміт                                              | індивідуальні перегони, чоловіки | 56:15.7   | 5 (0+1+4+0) | 81    |
| Натан Сміт                                              | гонка переслідування, чоловіки   | 38:58.2   | 4 (0+0+1+3) | 54    |
| Натан Сміт                                              | спринт, чоловіки                 | 25:22.3   | 1 (1+0)     | 44    |
| Макс Девіс Крістіан Гоу Скотт Гоу Брендан Грін          | естафета, чоловіки               | 1:20:56.8 | 12 (1+11)   | 11    |
| Сара Бодрі                                              | індивідуальні перегони, жінки    | 45:05.6   | 1 (0+1+0+0) | 29    |
| Росанна Крофорд                                         | індивідуальні перегони, жінки    | 44:55.9   | 2 (2+0+0+0) | 26    |
| Росанна Крофорд                                         | гонка переслідування, жінки      | 33:03.0   | 2 (0+0+1+1) | 19    |
| Росанна Крофорд                                         | спринт, жінки                    | 23:29.2   | 3 (1+2)     | 53    |
| Емма Ландер                                             | індивідуальні перегони, жінки    | 46:56.6   | 3 (0+1+1+1) | 54    |
| Емма Ландер                                             | гонка переслідування, жінки      | 36:52.1   | 4 (0+1+1+2) | 53    |
| Емма Ландер                                             | спринт, жінки                    | 23:30.4   | 2 (0+2)     | 54    |
| Джулія Ренсом                                           | індивідуальні перегони, жінки    | 49:38.9   | 5 (1+1+2+1) | 74    |
| Джулія Ренсом                                           | гонка переслідування, жінки      | 33:38.3   | 1 (0+0+0+1) | 28    |
| Джулія Ренсом                                           | спринт, жінки                    | 23:15.0   | 1 (0+1)     | 40    |
| Меган Тенді                                             | гонка переслідування, жінки      | DNS       | DNS         | DNS   |
| Меган Тенді                                             | спринт, жінки                    | 23:42.8   | 2 (1+1)     | 57    |
| Сара Бодрі Джулія Ренсом Емма Ландер Росанна Крофорд    | естафета, жінки                  | 1:13:36.8 | 12 (1+11)   | 10    |
| Крістіан Гоу Брендан Грін Росанна Крофорд Джулія Ренсом | естафета, змішані                | 1:11:11.0 | 9 (2+7)     | 12    |

## Бобслей
| Спортсмени                                                   | Дисципліна          | 1-й заїзд | 1-й заїзд | 2-й заїзд | 2-й заїзд | 3-й заїзд | 3-й заїзд | 4-й заїзд | 4-й заїзд | Сума    | Сума  |
| Спортсмени                                                   | Дисципліна          | Час       | Місце     | Час       | Місце     | Час       | Місце     | Час       | Місце     | Час     | Місце |
| ------------------------------------------------------------ | ------------------- | --------- | --------- | --------- | --------- | --------- | --------- | --------- | --------- | ------- | ----- |
| Джастін Кріппс * Александер Копач                            | двійки (чоловіки)   | 49.10     | 2         | 49.39     | 3         | 49.09     | 3         | 49.28     | 3         | 3:16.86 | 1     |
| Нік Полоніато * Джессі Ламсден                               | двійки (чоловіки)   | 49.48     | 10        | 49.48     | 7         | 49.33     | 6         | 49.45     | 6         | 3:17.74 | 7     |
| Крістофер Спрінг * Лассель Браун                             | двійки (чоловіки)   | 49.38     | 8         | 49.58     | 13        | 49.56     | 15        | 49.72     | 15        | 3:18.24 | 10    |
| Джастін Кріппс * Александер Копач Джессі Ламсден Олусей Сміт | четвірки (чоловіки) | 48.85     | 5         | 49.28     | 9         | 48.95     | 6         | 49.61     | 8         | 3:16.69 | 6     |
| Крістофер Спрінг * Невілл Райт Кем Стоунс Джошуа Кіркпатрік  | четвірки (чоловіки) | 49.06     | 9         | 49.58     | 17        | 49.46     | 12        | 49.86     | 19        | 3:17.96 | 16    |
| Нік Полоніато * Лассель Браун Браян Барнетт Бен Коквелл      | четвірки (чоловіки) | 49.40     | 17        | 49.23     | 6         | 49.51     | 14        | 49.67     | 11        | 3:17.81 | 12    |
| Кейлі Гамфріс * Філісія Джордж                               | двійки (жінки)      | 50.72     | 5         | 50.88     | 3         | 50.52     | 3         | 50.77     | 4         | 3:22.89 | 3     |
| Алісія Рісслінг * Гезер Мойс                                 | двійки (жінки)      | 50.81     | 7         | 50.95     | 7         | 50.83     | 7         | 51.04     | 6         | 3:23.63 | 6     |
| Крістін де Брюйн * Меліса Лотгольц                           | двійки (жінки)      | 50.94     | 9         | 50.91     | 4         | 50.75     | 6         | 51.29     | 12        | 3:23.89 | 7     |

* – Позначає пілота кожного боба

## Гірськолижний спорт
| Спортсмен             | Дисципліна                   | 1-й спуск     | 1-й спуск     | 2-й спуск     | 2-й спуск     | Сума          | Сума          |
| Спортсмен             | Дисципліна                   | Час           | Місце         | Час           | Місце         | Час           | Місце         |
| --------------------- | ---------------------------- | ------------- | ------------- | ------------- | ------------- | ------------- | ------------- |
| Філ Браун             | гігантський слалом, чоловіки | 1:11.30       | 25            | 1:10.38       | 9             | 2:21.51       | 18            |
| Філ Браун             | слалом, чоловіки             | 50.22         | 26            | 51.72         | 21            | 1:41.94       | 22            |
| Дастін Кук            | швидкісний спуск, чоловіки   | Н/Д           | Н/Д           | Н/Д           | Н/Д           | 1:43.80       | 32            |
| Дастін Кук            | супергігант, чоловіки        | Н/Д           | Н/Д           | Н/Д           | Н/Д           | 1:25.23       | 9             |
| Джеймс Кроуфорд       | комбінація, чоловіки         | 1:21.97       | 37            | 48.80         | 17            | 2:10.77       | 20            |
| Джеймс Кроуфорд       | Гігантський слалом           | 1:11.74       | 31            | 1:12.38       | 30            | 2:24.12       | 29            |
| Джеймс Кроуфорд       | супергігант, чоловіки        | Н/Д           | Н/Д           | Н/Д           | Н/Д           | не фінішував  | не фінішував  |
| Мануель Осборн-Параді | комбінація, чоловіки         | не фінішував  | не фінішував  | не фінішував  | не фінішував  | не фінішував  | не фінішував  |
| Мануель Осборн-Параді | швидкісний спуск, чоловіки   | Н/Д           | Н/Д           | Н/Д           | Н/Д           | 1:41.89       | 14            |
| Мануель Осборн-Параді | супергігант, чоловіки        | Н/Д           | Н/Д           | Н/Д           | Н/Д           | 1:26.39       | 22            |
| Тревор Філп           | Гігантський слалом           | 1:11.13       | 24            | 1:11.25       | 23            | 2:22.55       | 27            |
| Тревор Філп           | слалом, чоловіки             | 49.95         | 25            | не фінішував  | не фінішував  | не фінішував  | не фінішував  |
| Ерік Рід              | Гігантський слалом           | 1:10.18       | 16            | 1:10.56       | 15            | 2:20.74       | 11            |
| Ерік Рід              | слалом, чоловіки             | 49.81         | 23            | 58.74         | 34            | 1:48.55       | 29            |
| Бродерік Томпсон      | комбінація, чоловіки         | 1:21.75       | 33            | 49.63         | 23            | 2:11.38       | 23            |
| Бродерік Томпсон      | швидкісний спуск, чоловіки   | Н/Д           | Н/Д           | Н/Д           | Н/Д           | 1:44.37       | 35            |
| Бродерік Томпсон      | супергігант, чоловіки        | Н/Д           | Н/Д           | Н/Д           | Н/Д           | 1:26.45       | 23            |
| Бенджамін Томсен      | комбінація, чоловіки         | 1:21.36       | 26            | не стартував  | не стартував  | —             | —             |
| Бенджамін Томсен      | швидкісний спуск, чоловіки   | Н/Д           | Н/Д           | Н/Д           | Н/Д           | 1:43.19       | 28            |
| Кендіс Кроуфорд       | комбінація, жінки            | не фінішувала | не фінішувала | не фінішувала | не фінішувала | не фінішувала | не фінішувала |
| Кендіс Кроуфорд       | швидкісний спуск, чоловіки   | Н/Д           | Н/Д           | Н/Д           | Н/Д           | не фінішувала | не фінішувала |
| Кендіс Кроуфорд       | гігантський слалом, жінки    | 1:14.70       | 30            | 1:10.46       | 22            | 2:25.16       | 25            |
| Кендіс Кроуфорд       | супергігант, жінки           | Н/Д           | Н/Д           | Н/Д           | Н/Д           | 1:23.69       | 29            |
| Валері Ґреньє         | комбінація, жінки            | 1:41.79       | 8             | 41.65         | 8             | 2:23.44       | 6             |
| Валері Ґреньє         | швидкісний спуск, жінки      | Н/Д           | Н/Д           | Н/Д           | Н/Д           | 1:42.13       | 21            |
| Валері Ґреньє         | гігантський слалом, жінки    | 1:15.74       | 33            | не фінішувала | не фінішувала | не фінішувала | не фінішувала |
| Валері Ґреньє         | супергігант, жінки           | Н/Д           | Н/Д           | Н/Д           | Н/Д           | 1:22.77       | 23            |
| Ерін Мілзінскі        | слалом, жінки                | 51.83         | 22            | 49.66         | 3             | 1:41.49       | 11            |
| Роні Ремме            | комбінація, жінки            | не фінішувала | не фінішувала | не фінішувала | не фінішувала | не фінішувала | не фінішувала |
| Роні Ремме            | швидкісний спуск, жінки      | Н/Д           | Н/Д           | Н/Д           | Н/Д           | 1:42.80       | 23            |
| Роні Ремме            | слалом, жінки                | 52.43         | 29            | 51.18         | 23            | 1:43.61       | 27            |
| Роні Ремме            | супергігант, жінки           | Н/Д           | Н/Д           | Н/Д           | Н/Д           | 1:25.90       | 37            |
| Лоранс Сен-Жермен     | слалом, жінки                | 50.94         | 11            | 50.86         | 20            | 1:41.80       | 15            |

Змішані
| Спортсмени                                                                      | Дисципліна      | 1/8 фіналу           | Чвертьфінал        | Півфінал           | Фінал / БМ         | Фінал / БМ |
| Спортсмени                                                                      | Дисципліна      | Суперник Результат   | Суперник Результат | Суперник Результат | Суперник Результат | Місце      |
| ------------------------------------------------------------------------------- | --------------- | -------------------- | ------------------ | ------------------ | ------------------ | ---------- |
| Філ Браун Тревор Філп Ерік Рід Кендіс Кроуфорд Ерін Мілзінскі Лоранс Сен-Жермен | змішані команди | Франція (FRA) L 2–2* | не пройшли         | не пройшли         | не пройшли         | не пройшли |

## Керлінг
| Збірна                                                         | Дисципліна   | Коловий турнір             | Коловий турнір              | Коловий турнір       | Коловий турнір             | Коловий турнір         | Коловий турнір                           | Коловий турнір             | Коловий турнір              | Коловий турнір                           | Коловий турнір | Півфінал             | Фінал / БМ             | Фінал / БМ |
| Збірна                                                         | Дисципліна   | Суперник Рахунок           | Суперник Рахунок            | Суперник Рахунок     | Суперник Рахунок           | Суперник Рахунок       | Суперник Рахунок                         | Суперник Рахунок           | Суперник Рахунок            | Суперник Рахунок                         | Місце Показник | Суперник Рахунок     | Суперник Рахунок       | Місце      |
| -------------------------------------------------------------- | ------------ | -------------------------- | --------------------------- | -------------------- | -------------------------- | ---------------------- | ---------------------------------------- | -------------------------- | --------------------------- | ---------------------------------------- | -------------- | -------------------- | ---------------------- | ---------- |
| Кевін Куї Марк Кеннеді Брент Леїнг Бен Геберт Скотт Пфейфер    | чоловіки     | Італія (ITA) W 5–3         | Велика Британія (GBR) W 6–4 | Норвегія (NOR) W 7–4 | Південна Корея (KOR) W 7–6 | Швеція (SWE) L 2–5     | Швейцарія (SUI) L 6–8                    | США (USA) L 7–9            | Японія (JPN) W 8–4          | Данія (DEN) W 8–3                        | 2 Q            | США (USA) L 3–5      | Швейцарія (SUI) L 5–7  | 4          |
| Рейчел Гоман Емма Міск'ю Джоанн Кортні Ліза Вігл Шеріл Бернард | жінки        | Південна Корея (KOR) L 6–8 | Швеція (SWE) L 6–7          | Данія (DEN) L 8–9    | США (USA) W 11–3           | Швейцарія (SUI) W 10–8 | Японія (JPN) W 8–3                       | Китай (CHN) L 5–7          | Велика Британія (GBR) L 5–6 | Спортсмени-олімпійці з Росії (OAR) W 9–8 | 6              | не пройшли           | не пройшли             | не пройшли |
| Кейтлін Лоз Джон Морріс                                        | змішані пари | Норвегія (NOR) L 6–9       | США (USA) W 6–4             | Китай (CHN) W 10–4   | Фінляндія (FIN) W 8–2      | Швейцарія (SUI) W 7–2  | Спортсмени-олімпійці з Росії (OAR) W 8–2 | Південна Корея (KOR) W 7–3 | Н/Д                         | Н/Д                                      | 1 Q            | Норвегія (NOR) W 8–4 | Швейцарія (SUI) W 10–3 | 1          |

## Ковзанярський спорт
| Спортсмен           | Дисципліна        | Заїзд    | Заїзд |
| Спортсмен           | Дисципліна        | Час      | Місце |
| ------------------- | ----------------- | -------- | ----- |
| Джордан Белчос      | 10000 м, чоловіки | 12:59.51 | 5     |
| Тед-Ян Блумен       | 10000 м, чоловіки | 6:11.616 | 2     |
| Тед-Ян Блумен       | 5000 м, чоловіки  | 12:39.77 | 1     |
| Алекс Буавер-Лакруа | 500 м, чоловіки   | 34.934   | 11    |
| Вінсент де Етр      | 1000 м, чоловіки  | 1:09.79  | 19    |
| Вінсент де Етр      | 1500 м, чоловіки  | 1:47.32  | 21    |
| Бенджамін Доннеллі  | 1500 м, чоловіки  | 1:49.68  | 31    |
| Лоран Дюбрей        | 500 м, чоловіки   | 35.16    | 18    |
| Лоран Дюбрей        | 1000 м, чоловіки  | 1:10.03  | 25    |
| Гілмор Джуніо       | 500 м, чоловіки   | 35.158   | 17    |
| Денні Моррісон      | 1500 м, чоловіки  | 1:46.36  | 13    |
| Александер Сен-Жан  | 1000 м, чоловіки  | 1:09.24  | 11    |
| Івані Блонден       | 3000 м, жінки     | 4:04.14  | 6     |
| Івані Блонден       | 5000 м, жінки     | 6:59.38  | 5     |
| Калі Кріст          | 1500 м, жінки     | 1:59.42  | 19    |
| Марша Гудей         | 500 м, жінки      | 37.88    | 10    |
| Кейлін Ірвайн       | 1000 м, жінки     | 1:16.90  | 23    |
| Гізер Маклін        | 500 м, жінки      | 38.29    | 14    |
| Гізер Маклін        | 1000 м, жінки     | 1:17.25  | 25    |
| Джозі Моррісон      | 1500 м, жінки     | 1:59.77  | 21    |
| Браян Татт          | 1500 м, жінки     | 1:58.77  | 15    |
| Браян Татт          | 3000 м            | 4:13.70  | 20    |
| Ізабель Вайдеман    | 3000 м            | 4:04.26  | 7     |
| Ізабель Вайдеман    | 5000 м, жінки     | 6:59.88  | 6     |

Масстарт
| Спортсмен     | Дисципліна          | Півфінал | Півфінал | Півфінал | Фінал      | Фінал      | Фінал      |
| Спортсмен     | Дисципліна          | Бали     | Час      | Місце    | Бали       | Час        | Місце      |
| ------------- | ------------------- | -------- | -------- | -------- | ---------- | ---------- | ---------- |
| Олів'є Жан    | Масстарт (чоловіки) | 4        | 8:42.31  | 7        | 0          | 7:49.30    | 14         |
| Івані Блонден | Масстарт (жінки)    | 1        | 8:53.92  | 10       | не пройшла | не пройшла | не пройшла |
| Кері Моррісон | Масстарт (жінки)    | 21       | 8:54.25  | 3 Q      | 0          | 8:41.38    | 12         |

Командні перегони переслідування
| Спортсмен                                                   | Дисципліна                                  | Посів   | Посів | Півфінал               | Півфінал   | Фінал                       | Фінал |
| Спортсмен                                                   | Дисципліна                                  | Час     | Місце | Суперник Час           | Місце      | Суперник Час                | Місце |
| ----------------------------------------------------------- | ------------------------------------------- | ------- | ----- | ---------------------- | ---------- | --------------------------- | ----- |
| Джордан Белчос Тед-Ян Блумен Денні Моррісон                 | Командні перегони переслідування (чоловіки) | 3:41.73 | 7 FD  | не пройшли             | не пройшли | Final D США (USA) W 3:42.16 | 7     |
| Івані Блонден Джозі Моррісон Кері Моррісон Ізабель Вайдеман | Командні перегони переслідування (жінки)    | 2:59.02 | 3 Q   | Японія (JPN) L 3:01.84 | 2 FB       | Final B США (USA) L 2:59.72 | 4     |

## Лижні перегони
| Спортсмен                                              | Дисципліна                       | Класичний стиль | Класичний стиль | Вільний стиль | Вільний стиль | Загалом       | Загалом       | Загалом       |
| Спортсмен                                              | Дисципліна                       | Час             | Місце           | Час           | Місце         | Час           | Відставання   | Місце         |
| ------------------------------------------------------ | -------------------------------- | --------------- | --------------- | ------------- | ------------- | ------------- | ------------- | ------------- |
| Алекс Гарві                                            | 15 км вільним стилем, чоловіки   | Н/Д             | Н/Д             | Н/Д           | Н/Д           | 34:19.4       | +35.5         | 7             |
| Кнут Джонсгаард                                        | 15 км вільним стилем, чоловіки   | Н/Д             | Н/Д             | Н/Д           | Н/Д           | 37:48.5       | +4:04.6       | 69            |
| Девон Кершоу                                           | 15 км вільним стилем, чоловіки   | Н/Д             | Н/Д             | Н/Д           | Н/Д           | 38:01.5       | +4:17.6       | 71            |
| Грем Кілік                                             | 15 км вільним стилем, чоловіки   | Н/Д             | Н/Д             | Н/Д           | Н/Д           | 36:23.3       | +2:39.4       | 38            |
| Алекс Гарві                                            | 30 км скіатлон, чоловіки         | 40:31.4         | 4               | 35:54.7       | 14            | 1:16:53.4     | +33.4         | 8             |
| Кнут Джонсгаард                                        | 30 км скіатлон, чоловіки         | 45:49.7         | 63              | LAP           | LAP           | LAP           | LAP           | LAP           |
| Девон Кершоу                                           | 30 км скіатлон, чоловіки         | 41:14.8         | 27              | 38:07.6       | 41            | 1:19:55.3     | +3:35.3       | 36            |
| Грем Кілік                                             | 30 км скіатлон, чоловіки         | 42:29.4         | 42              | 38:34.5       | 48            | 1:21:39.6     | +5:19.6       | 45            |
| Алекс Гарві                                            | 50 км класичним стилем, чоловіки | Н/Д             | Н/Д             | Н/Д           | Н/Д           | 2:11:05.7     | +2:43.6       | 4             |
| Рассел Кеннеді                                         | 50 км класичним стилем, чоловіки | Н/Д             | Н/Д             | Н/Д           | Н/Д           | 2:25:16.6     | +16:54.5      | 49            |
| Девон Кершоу                                           | 50 км класичним стилем, чоловіки | Н/Д             | Н/Д             | Н/Д           | Н/Д           | 2:17:49.4     | +9:27.3       | 26            |
| Грем Кілік                                             | 50 км класичним стилем, чоловіки | Н/Д             | Н/Д             | Н/Д           | Н/Д           | 2:18:28.8     | +10:06.7      | 27            |
| Кнут Джонсгаард Рассел Кеннеді Грем Кілік Лен Вельяс   | естафета 4×10 км, чоловіки       | Н/Д             | Н/Д             | Н/Д           | Н/Д           | 1:36:45.9     | +3:41.0       | 9             |
| Дарія Бітті                                            | 10 км вільним стилем, жінки      | Н/Д             | Н/Д             | Н/Д           | Н/Д           | 27:48.9       | +2:48.4       | 37            |
| Сендрін Браун                                          | 10 км вільним стилем, жінки      | Н/Д             | Н/Д             | Н/Д           | Н/Д           | 28:12.4       | +3:11.9       | 43            |
| Анн-Марі Комо                                          | 10 км вільним стилем, жінки      | Н/Д             | Н/Д             | Н/Д           | Н/Д           | 29:11.3       | +4:10.8       | 62            |
| Емілі Нісікава                                         | 10 км вільним стилем, жінки      | Н/Д             | Н/Д             | Н/Д           | Н/Д           | 27:41.5       | +2:41.0       | 32            |
| Дарія Бітті                                            | 15 км скіатлон, жінки            | 23:58.9         | 54              | 21:43.0       | 55            | 46:17.3       | +5:32.4       | 52            |
| Сендрін Браун                                          | 15 км скіатлон, жінки            | 23:04.6         | 35              | 20:24.2       | 24            | 44:01.9       | +3:17.0       | 33            |
| Анн-Марі Комо                                          | 15 км скіатлон, жінки            | 23:49.7         | 51              | 21:16.2       | 46            | 45:42.8       | +4:57.9       | 48            |
| Емілі Нісікава                                         | 15 км скіатлон, жінки            | 23:36.0         | 44              | 21:08.4       | 43            | 45:16.6       | +4:31.7       | 44            |
| Сендрін Браун                                          | 30 км класичним стилем, жінки    | Н/Д             | Н/Д             | Н/Д           | Н/Д           | 1:41:23.9     | +19:06.3      | 43            |
| Анн-Марі Комо                                          | 30 км класичним стилем, жінки    | Н/Д             | Н/Д             | Н/Д           | Н/Д           | не фінішувала | не фінішувала | не фінішувала |
| Емілі Нісікава                                         | 30 км класичним стилем, жінки    | Н/Д             | Н/Д             | Н/Д           | Н/Д           | 1:34:31.7     | +12:14.1      | 30            |
| Дарія Бітті Сендрін Браун Анн-Марі Комо Емілі Нісікава | естафета 4×5 км, жінки           | Н/Д             | Н/Д             | Н/Д           | Н/Д           | 56:14.6       | +4:50.3       | 13            |

Спринт
| Спортсмен                  | Дисципліна                 | Кваліфікація | Кваліфікація | Чвертьфінал | Чвертьфінал | Півфінал   | Півфінал   | Фінал      | Фінал      |
| Спортсмен                  | Дисципліна                 | Час          | Місце        | Час         | Місце       | Час        | Місце      | Час        | Місце      |
| -------------------------- | -------------------------- | ------------ | ------------ | ----------- | ----------- | ---------- | ---------- | ---------- | ---------- |
| Джессі Кокні               | спринт, чоловіки           | 3:18.54      | 35           | не пройшов  | не пройшов  | не пройшов | не пройшов | не пройшов | не пройшов |
| Алекс Гарві                | спринт, чоловіки           | 3:17.95      | 32           | не пройшов  | не пройшов  | не пройшов | не пройшов | не пройшов | не пройшов |
| Рассел Кеннеді             | спринт, чоловіки           | 3:23.37      | 54           | не пройшов  | не пройшов  | не пройшов | не пройшов | не пройшов | не пройшов |
| Лен Вельяс                 | спринт, чоловіки           | 3:17.11      | 26 Q         | 3:10.87     | 3 q         | 3:13.91    | 3          | не пройшов | не пройшов |
| Алекс Гарві Лен Вельяс     | командний спринт, чоловіки | Н/Д          | Н/Д          | Н/Д         | Н/Д         | 16:07.24   | 5 q        | 16:31.86   | 8          |
| Дарія Бітті                | спринт, жінки              | 3:29.77      | 42           | не пройшла  | не пройшла  | не пройшла | не пройшла | не пройшла | не пройшла |
| Сендрін Браун              | спринт, жінки              | 3:34.30      | 51           | не пройшла  | не пройшла  | не пройшла | не пройшла | не пройшла | не пройшла |
| Емілі Нісікава             | спринт, жінки              | 3:26.75      | 34           | не пройшла  | не пройшла  | не пройшла | не пройшла | не пройшла | не пройшла |
| Дарія Бітті Емілі Нісікава | командний спринт, жінки    | Н/Д          | Н/Д          | Н/Д         | Н/Д         | 17:01.54   | 7          | не пройшли | не пройшли |

## Санний спорт
| Спортсмен                                        | Дисципліна                | 1-й заїзд | 1-й заїзд | 2-й заїзд | 2-й заїзд | 3-й заїзд | 3-й заїзд | 4-й заїзд | 4-й заїзд | Сума     | Сума  |
| Спортсмен                                        | Дисципліна                | Час       | Місце     | Час       | Місце     | Час       | Місце     | Час       | Місце     | Час      | Місце |
| ------------------------------------------------ | ------------------------- | --------- | --------- | --------- | --------- | --------- | --------- | --------- | --------- | -------- | ----- |
| Семюел Едні                                      | одномісні сани (чоловіки) | 47.862    | 9         | 47.755    | 4         | 47.759    | 10        | 47.645    | 6         | 3:11.021 | 6     |
| Мітчел Малик                                     | одномісні сани (чоловіки) | 48.075    | 17        | 48.050    | 18        | 47.952    | 16        | 47.869    | 12        | 3:11.946 | 16    |
| Рейд Воттс                                       | одномісні сани (чоловіки) | 47.960    | 12        | 47.895    | 10        | 47.787    | 11        | 47.848    | 11        | 3:11.490 | 12    |
| Трістан Вокер Джастін Сніт                       | двомісні сани             | 46.134    | 4         | 46.235    | 6         | Н/Д       | Н/Д       | Н/Д       | Н/Д       | 1:32.369 | 5     |
| Брук Апшкрум                                     | одномісні сани (жінки)    | 46.834    | 16        | 46.839    | 13        | 46.905    | 14        | 46.983    | 15        | 3:07.561 | 13    |
| Алекс Ґоф                                        | одномісні сани (жінки)    | 46.317    | 2         | 46.328    | 4         | 46.425    | 3         | 46.574    | 3         | 3:05.644 | 3     |
| Кімберлі Макрей                                  | одномісні сани (жінки)    | 46.339    | 4         | 46.449    | 8         | 46.480    | 4         | 46.610    | 4         | 3:05.878 | 5     |
| Семюел Едні Алекс Ґоф Джастін Сніт Трістан Вокер | естафета                  | 47.099    | 4         | 48.820    | 4         | 48.953    | 2         | Н/Д       | Н/Д       | 2:24.872 | 2     |

## Скелетон
| Спортсмен      | Дисципліна | 1-й заїзд | 1-й заїзд | 2-й заїзд | 2-й заїзд | 3-й заїзд | 3-й заїзд | 4-й заїзд  | 4-й заїзд  | Сума    | Сума  |
| Спортсмен      | Дисципліна | Час       | Місце     | Час       | Місце     | Час       | Місце     | Час        | Місце      | Час     | Місце |
| -------------- | ---------- | --------- | --------- | --------- | --------- | --------- | --------- | ---------- | ---------- | ------- | ----- |
| Кевін Боєр     | Чоловіки   | 51.46     | 18        | 51.24     | 16        | 51.14     | 14        | 51.56      | 17         | 3:25.40 | 17    |
| Дейв Грещишин  | Чоловіки   | 51.73     | 23        | 51.31     | 18        | 51.57     | 21        | Eliminated | Eliminated | 2:34.61 | 21    |
| Баррет Мартіно | Чоловіки   | 51.94     | 26        | 51.76     | 24        | 51.70     | 23        | Eliminated | Eliminated | 2:35.40 | 24    |
| Джейн Чанелл   | Жінки      | 52.42     | 11        | 52.28     | 8         | 52.28     | 10        | 52.09      | 8          | 3:29.07 | 10    |
| Мірела Рагнева | Жінки      | 52.48     | 14        | 52.33     | 11        | 52.06     | 8         | 52.65      | 15         | 3:29.52 | 12    |
| Елізабет Ватьє | Жінки      | 52.45     | 12        | 52.01     | 1         | 52.37     | 14        | 51.82      | 2          | 3:28.65 | 9     |

## Сноубординг
Фристайл
| Спортсмен        | Дисципліна           | Кваліфікація | Кваліфікація | Кваліфікація | Кваліфікація | Фінал           | Фінал           | Фінал           | Фінал           | Фінал           |
| Спортсмен        | Дисципліна           | 1-ша спроба  | 2-га спроба  | Найкраща     | Місце        | 1-ша спроба     | 2-га спроба     | 3-тя спроба     | Найкраща        | Місце           |
| ---------------- | -------------------- | ------------ | ------------ | ------------ | ------------ | --------------- | --------------- | --------------- | --------------- | --------------- |
| Марк Мак-Морріс  | слоупстайл, чоловіки | 83.70        | 86.83        | 86.83        | 2 Q          | 75.30           | 85.20           | 60.68           | 85.20           | 3               |
| Марк Мак-Морріс  | біг-ейр, чоловіки    | 89.00        | 95.75        | 95.75        | 3 Q          | 40.50           | JNS             | 32.00           | 72.50           | 10              |
| Тайлер Ніколсон  | слоупстайл, чоловіки | 17.41        | 79.21        | 79.21        | 5 Q          | 36.18           | 76.41           | 76.15           | 76.41           | 7               |
| Тайлер Ніколсон  | біг-ейр, чоловіки    | 87.25        | 89.25        | 89.25        | 7            | Did not advance | Did not advance | Did not advance | Did not advance | Did not advance |
| Максанс Парро    | слоупстайл, чоловіки | 83.45        | 87.36        | 87.36        | 1 Q          | 45.13           | 49.48           | 86.00           | 86.00           | 2               |
| Максанс Парро    | біг-ейр, чоловіки    | 89.25        | 92.50        | 92.50        | 1 Q          | 85.00           | JNS             | 32.75           | 117.75          | 9               |
| Себастьян Тутан  | слоупстайл, чоловіки | 78.01        | 45.06        | 78.01        | 3 Q          | 33.66           | 57.23           | 61.08           | 61.08           | 11              |
| Себастьян Тутан  | біг-ейр, чоловіки    | 91.00        | 45.00        | 91.00        | 5 Q          | 84.75           | 89.50           | JNS             | 174.25          | 1               |
| Дерек Лівінгстон | хафпайп, чоловіки    | 71.25        | 32.75        | 71.25        | 17           | не пройшов      | не пройшов      | не пройшов      | не пройшов      | не пройшов      |
| Лорі Блуен       | слоупстайл, жінки    | Cancelled    | Cancelled    | Cancelled    | Cancelled    | 49.16           | 76.33           | CAN             | 76.33           | 2               |
| Лорі Блуен       | біг-ейр, жінки       | 90.25        | 92.25        | 92.25        | 4 Q          | JNS             | 39.25           | DNS             | 39.25           | 12              |
| Спенсер О'Браєн  | слоупстайл, жінки    | Cancelled    | Cancelled    | Cancelled    | Cancelled    | 26.43           | 36.45           | CAN             | 36.45           | 22              |
| Спенсер О'Браєн  | біг-ейр, жінки       | 69.50        | 76.75        | 76.75        | 11 Q         | 51.25           | JNS             | 62.00           | 113.25          | 9               |
| Брук Фойгт       | слоупстайл, жінки    | Cancelled    | Cancelled    | Cancelled    | Cancelled    | 24.36           | 36.61           | CAN             | 36.61           | 21              |
| Брук Фойгт       | біг-ейр, жінки       | 67.75        | 32.00        | 67.75        | 17           | не пройшла      | не пройшла      | не пройшла      | не пройшла      | не пройшла      |
| Елізабет Госкінг | хафпайп, жінки       | 25.25        | 36.75        | 36.75        | 19           | не пройшла      | не пройшла      | не пройшла      | не пройшла      | не пройшла      |
| Келін Ірвін      | хафпайп, жінки       | 23.25        | 16.25        | 23.25        | 23           | не пройшла      | не пройшла      | не пройшла      | не пройшла      | не пройшла      |
| Мерседес Ніколь  | хафпайп, жінки       | 50.00        | 48.00        | 50.00        | 18           | не пройшла      | не пройшла      | не пройшла      | не пройшла      | не пройшла      |

Паралельний слалом
| Спортсмен            | Дисципліна                    | Кваліфікація | Кваліфікація | 1/16 фіналу        | Чвертьфінал        | Півфінал           | Фінал / БМ         | Фінал / БМ |
| Спортсмен            | Дисципліна                    | Час          | Місце        | Суперник Результат | Суперник Результат | Суперник Результат | Суперник Результат | Місце      |
| -------------------- | ----------------------------- | ------------ | ------------ | ------------------ | ------------------ | ------------------ | ------------------ | ---------- |
| Джейсі-Джей Андерсон | гігантський слалом (чоловіки) | 1:26.76      | 24           | не пройшов         | не пройшов         | не пройшов         | не пройшов         | не пройшов |
| Даррен Гарднер       | гігантський слалом (чоловіки) | 1:26.94      | 28           | не пройшов         | не пройшов         | не пройшов         | не пройшов         | не пройшов |

Сноубордкрос
| Спортсмен      | Дисципліна              | Посів         | Посів         | Посів         | Посів         | Посів         | Посів         | 1/8 фінал    | Чвертьфінал   | Півфінал     | Фінал      | Фінал      |
| Спортсмен      | Дисципліна              | Заїзд 1       | Заїзд 1       | Заїзд 2       | Заїзд 2       | Найкращий     | Посів         | 1/8 фінал    | Чвертьфінал   | Півфінал     | Фінал      | Фінал      |
| Спортсмен      | Дисципліна              | Час           | Місце         | Час           | Місце         | Найкращий     | Посів         | Суперник     | Суперник      | Суперник     | Суперник   | Місце      |
| -------------- | ----------------------- | ------------- | ------------- | ------------- | ------------- | ------------- | ------------- | ------------ | ------------- | ------------ | ---------- | ---------- |
| Баптист Брошу  | Сноубордкрос (чоловіки) | не стартував  | не стартував  | не стартував  | не стартував  | не стартував  | не стартував  | не пройшов   | не пройшов    | не пройшов   | не пройшов | не пройшов |
| Еліот Ґронден  | Сноубордкрос (чоловіки) | 1:28.89       | 39            | 1:15.93       | 7             | 1:15.93       | 34            | не фінішував | не пройшов    | не пройшов   | не пройшов | не пройшов |
| Кевін Гілл     | Сноубордкрос (чоловіки) | 1:14.24       | 8             | Bye           | Bye           | 1:14.24       | 8             | 2 Q          | 4             | не пройшов   | не пройшов | не пройшов |
| Кріс Робанске  | Сноубордкрос (чоловіки) | 1:14.35       | 11            | Bye           | Bye           | 1:14.35       | 11            | 2 Q          | 3 Q           | не фінішував | не пройшов | не пройшов |
| Зої Бергерманн | Сноубордкрос (жінки)    | 1:21.57       | =16           | 1:18.65       | 1             | 1:18.65       | 13            | Н/Д          | не фінішувала | не пройшла   | не пройшла | не пройшла |
| Карл Бреннеман | Сноубордкрос (жінки)    | 1:21.57       | =16           | 1:20.89       | 6             | 1:20.89       | 18            | Н/Д          | 4             | не пройшла   | не пройшла | не пройшла |
| Тесс Крічлоу   | Сноубордкрос (жінки)    | 1:21.39       | 15            | 1:21.83       | 8             | 1:21.39       | 20            | Н/Д          | 2 Q           | 4 FB         | 3          | 9          |
| Мер'єта О'Дайн | Сноубордкрос (жінки)    | не стартувала | не стартувала | не стартувала | не стартувала | не стартувала | не стартувала | не пройшла   | не пройшла    | не пройшла   | не пройшла | не пройшла |

## Стрибки з трампліна
| Маккензі Бойд-Клаус | нормальний трамплін (чоловіки) | 98.0  | 114.6 | 23 Q | 103.5 | 111.1 | 18 Q | 98.5       | 97.0       | 27         | 208.1      | 26         |            |            |
| Маккензі Бойд-Клаус | великий трамплін (чоловіки)    | 124.5 | 102.4 | 25 Q | 127.5 | 117.4 | 23 Q | 126.0      | 117.9      | 20         | 235.3      | 21         |            |            |
| Тейлор Генріх       | нормальний трамплін (жінки)    | Н/Д   | Н/Д   | Н/Д  | 78.0  | 86.5  | 32   | не пройшла | не пройшла | не пройшла | не пройшла | не пройшла | не пройшла | не пройшла |

## Фігурне катання
Одиночне катання
| Спортсмен        | Дисципліна                  | КП    | КП    | ДП              | ДП              | Загалом         | Загалом         |
| Спортсмен        | Дисципліна                  | Бали  | Місце | Бали            | Місце           | Бали            | Місце           |
| ---------------- | --------------------------- | ----- | ----- | --------------- | --------------- | --------------- | --------------- |
| Патрік Чен       | одиночні змагання, чоловіки | 90.01 | 6 Q   | 173.42          | 8               | 263.43          | 9               |
| Кіган Мессінг    | одиночні змагання, чоловіки | 85.11 | 10 Q  | 170.32          | 12              | 255.43          | 12              |
| Ларкін Остман    | одиночні змагання, жінки    | 51.42 | 25    | Did not advance | Did not advance | Did not advance | Did not advance |
| Габрієль Дейлман | одиночні змагання, жінки    | 68.90 | 7 Q   | 103.56          | 19              | 172.46          | 15              |
| Кейтлін Осмонд   | одиночні змагання, жінки    | 78.87 | 3 Q   | 152.15          | 3               | 231.02          | 3               |

Змішані
| Спортсмени                          | Дисципліна     | КП / РТ | КП / РТ | ДП / ДТ | ДП / ДТ | Загалом | Загалом |
| Спортсмени                          | Дисципліна     | Бали    | Місце   | Бали    | Місце   | Бали    | Місце   |
| ----------------------------------- | -------------- | ------- | ------- | ------- | ------- | ------- | ------- |
| Меган Дюамель / Ерік Редфорд        | пари           | 76.82   | 3 Q     | 158.31  | 2       | 230.15  | 3       |
| Кірстен Мур-Тауерс / Майкл Маринаро | пари           | 65.68   | 13 Q    | 132.43  | 9       | 198.11  | 11      |
| Джуліанна Сеген / Чарлі Білодо      | пари           | 67.52   | 12 Q    | 136.50  | 8       | 204.02  | 9       |
| Пайпер Гіллес / Поль Пуар'є         | танці на льоду | 69.60   | 9 Q     | 107.31  | 8       | 176.91  | 8       |
| Тесса Верчу / Скотт Моїр            | танці на льоду | 83.67   | 1 Q     | 122.40  | 2       | 206.07  | 1       |
| Кейтлін Вівер / Ендрю Поже          | танці на льоду | 74.33   | 8 Q     | 107.65  | 7       | 181.98  | 7       |

Командні змагання
| Спортсмен | Дисципліна        | Коротка програма / Ритмічний танець | Коротка програма / Ритмічний танець | Коротка програма / Ритмічний танець | Коротка програма / Ритмічний танець | Коротка програма / Ритмічний танець | Коротка програма / Ритмічний танець | Довільне катання / Довільний танець | Довільне катання / Довільний танець | Довільне катання / Довільний танець | Довільне катання / Довільний танець | Загалом | Загалом |
| Спортсмен | Дисципліна        | Чоловіки                            | Жінки                               | Пари                                | Танці на льоду                      | Загалом                             | Загалом                             | Чоловіки                            | Жінки                               | Пари                                | Танці на льоду                      | Загалом | Загалом |
| Спортсмен | Дисципліна        | Бали Командні бали                  | Бали Командні бали                  | Бали Командні бали                  | Бали Командні бали                  | Бали                                | Місце                               | Бали Командні бали                  | Бали Командні бали                  | Бали Командні бали                  | Бали Командні бали                  | Бали    | Місце   |
| --- | ----------------- | ----------------------------------- | ----------------------------------- | ----------------------------------- | ----------------------------------- | ----------------------------------- | ----------------------------------- | ----------------------------------- | ----------------------------------- | ----------------------------------- | ----------------------------------- | ------- | ------- |
| Патрік Чен (M) Кейтлін Осмонд (L) (SP) Габрієль Дейлман (L) (FS) Меган Дюамель / Ерік Редфорд (P) Тесса Верчу / Скотт Моїр (ID) | командні змагання | 81.66 8                             | 71.38 8                             | 76.57 9                             | 80.51 10                            | 35                                  | 1                                   | 179.75 10                           | 137.14 8                            | 148.51 10                           | 118.10 10                           | 73      | 1       |

## Фристайл

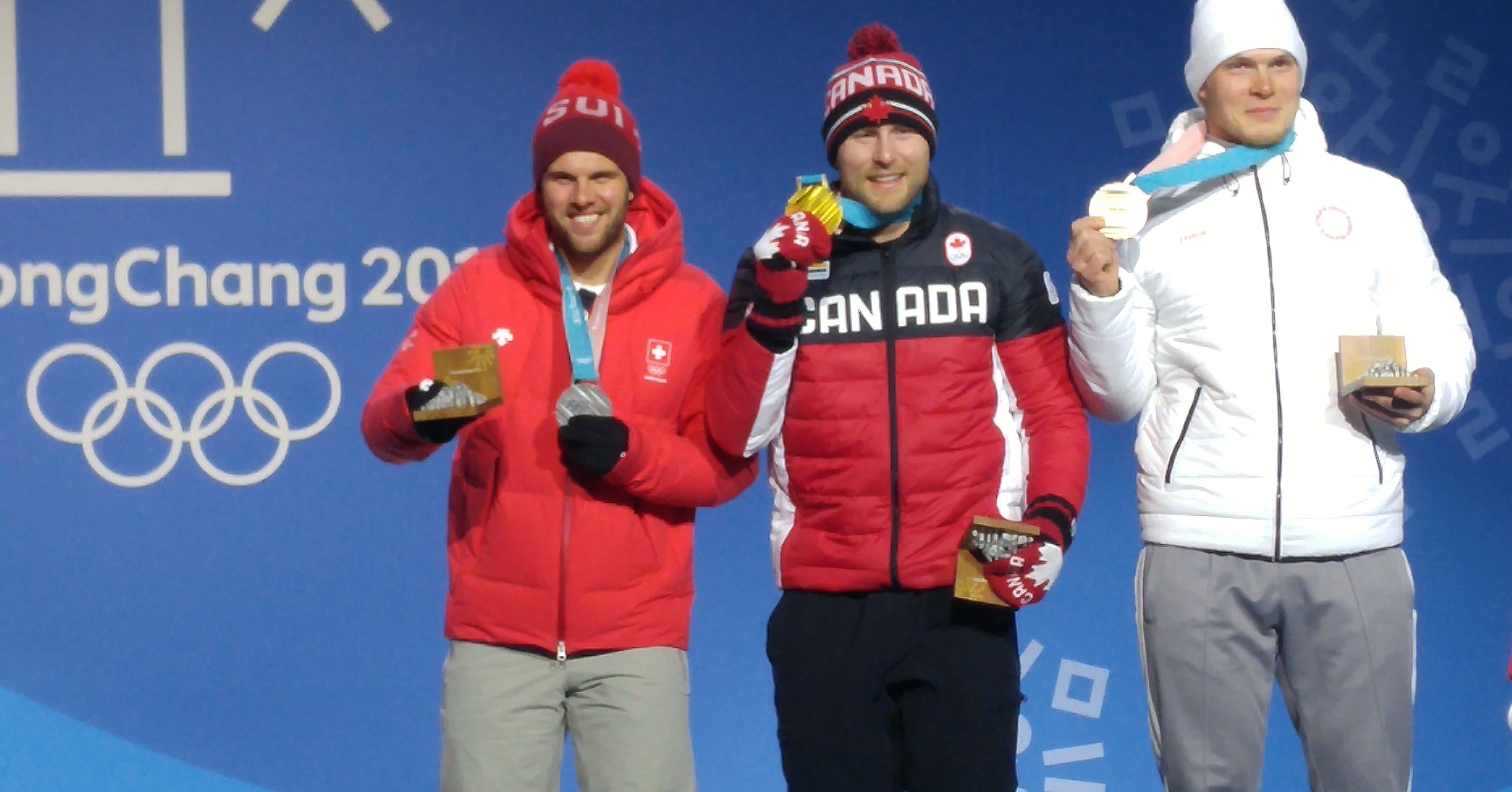
Брейді Леман (у центрі)

Акробатика
| Спортсмен      | Дисципліна           | Кваліфікація | Кваліфікація | Кваліфікація | Кваліфікація | Фінал       | Фінал       | Фінал       | Фінал       | Фінал       | Фінал       |
| Спортсмен      | Дисципліна           | 1-й стрибок  | 1-й стрибок  | 2-й стрибок  | 2-й стрибок  | 1-й стрибок | 1-й стрибок | 2-й стрибок | 2-й стрибок | 3-й стрибок | 3-й стрибок |
| Спортсмен      | Дисципліна           | Бали         | Місце        | Бали         | Місце        | Бали        | Місце       | Бали        | Місце       | Бали        | Місце       |
| -------------- | -------------------- | ------------ | ------------ | ------------ | ------------ | ----------- | ----------- | ----------- | ----------- | ----------- | ----------- |
| Льюїс Ірвінг   | акробатика, чоловіки | 87.17        | 21           | 78.73        | 18           | не пройшов  | не пройшов  | не пройшов  | не пройшов  | не пройшов  | не пройшов  |
| Олів'є Рошон   | акробатика, чоловіки | 124.34       | 6 QF         | Bye          | Bye          | 125.67      | 4 Q         | 128.05      | 2 Q         | 98.11       | 5           |
| Катрін Лавалле | акробатика, жінки    | 73.08        | 16           | 71.34        | 13           | не пройшла  | не пройшла  | не пройшла  | не пройшла  | не пройшла  | не пройшла  |

Хафпайп
| Спортсмен         | Дисципліна        | Кваліфікація | Кваліфікація | Кваліфікація | Кваліфікація | Фінал       | Фінал       | Фінал       | Фінал      | Фінал      |
| Спортсмен         | Дисципліна        | 1-ша спроба  | 2-га спроба  | Найкраща     | Місце        | 1-ша спроба | 2-га спроба | 3-тя спроба | Найкраща   | Місце      |
| ----------------- | ----------------- | ------------ | ------------ | ------------ | ------------ | ----------- | ----------- | ----------- | ---------- | ---------- |
| Симон д'Артуа     | хафпайп, чоловіки | 66.60        | 40.40        | 66.60        | 13           | не пройшов  | не пройшов  | не пройшов  | не пройшов | не пройшов |
| Ноа Боумен        | хафпайп, чоловіки | 43.00        | 77.20        | 77.20        | 9 Q          | 89.40       | 19.20       | 11.20       | 89.40      | 5          |
| Майк Ріддл        | хафпайп, чоловіки | 6.40         | 82.20        | 82.20        | 7 Q          | 85.40       | 26.00       | 27.40       | 85.40      | 6          |
| Розалінд Гроневуд | хафпайп, жінки    | 73.20        | 72.80        | 73.20        | 11 Q         | 70.60       | 67.80       | 66.60       | 70.60      | 10         |
| Кессі Шарп        | хафпайп, жінки    | 93.00        | 93.40        | 93.40        | 1 Q          | 94.40       | 95.80       | 42.00       | 95.80      | 1          |

Могул
| Спортсмен            | Дисципліна      | Кваліфікація | Кваліфікація | Кваліфікація | Кваліфікація | Кваліфікація | Кваліфікація | Кваліфікація | Кваліфікація | Фінал        | Фінал        | Фінал        | Фінал        | Фінал      | Фінал      | Фінал      | Фінал      | Фінал        | Фінал        | Фінал        | Фінал        |
| Спортсмен            | Дисципліна      | 1-й спуск    | 1-й спуск    | 1-й спуск    | 1-й спуск    | 2-й спуск    | 2-й спуск    | 2-й спуск    | 2-й спуск    | 1-й спуск    | 1-й спуск    | 1-й спуск    | 1-й спуск    | 2-й спуск  | 2-й спуск  | 2-й спуск  | 2-й спуск  | 3-й спуск    | 3-й спуск    | 3-й спуск    | Місце        |
| Спортсмен            | Дисципліна      | Час          | Бали         | Загалом      | Місце        | Час          | Бали         | Загалом      | Місце        | Час          | Бали         | Загалом      | Місце        | Час        | Бали       | Загалом    | Місце      | Час          | Бали         | Загалом      | Місце        |
| -------------------- | --------------- | ------------ | ------------ | ------------ | ------------ | ------------ | ------------ | ------------ | ------------ | ------------ | ------------ | ------------ | ------------ | ---------- | ---------- | ---------- | ---------- | ------------ | ------------ | ------------ | ------------ |
| Марк-Антуан Ганьйон  | могул, чоловіки | 26.04        | 13.66        | 76.32        | 11           | 25.40        | 14.51        | 75.88        | 5 Q          | 25.37        | 14.54        | 78.38        | 9 Q          | 25.53      | 14.33      | 77.40      | 6 Q        | 25.30        | 14.64        | 77.02        | 4            |
| Мікаель Кінгсбері    | могул, чоловіки | 23.87        | 16.52        | 86.07        | 1 Q          | Bye          | Bye          | Bye          | Bye          | 24.88        | 15.19        | 81.27        | 4 Q          | 25.10      | 14.90      | 82.19      | 2 Q        | 24.83        | 15.26        | 86.63        | 1            |
| Філіп Маркіс         | могул, чоловіки | 26.12        | 13.56        | 77.77        | 8 Q          | Bye          | Bye          | Bye          | Bye          | не фінішував | не фінішував | не фінішував | не фінішував | не пройшов | не пройшов | не пройшов | не пройшов | не пройшов   | не пройшов   | не пройшов   | не пройшов   |
| Клое Дюфур-Лапуант   | могул, жінки    | 30.01        | 14.18        | 69.53        | 13           | 29.45        | 14.81        | 68.48        | 8 Q          | 30.39        | 13.75        | 70.98        | 17           | не пройшла | не пройшла | не пройшла | не пройшла | не пройшла   | не пройшла   | не пройшла   | не пройшла   |
| Жустін Дюфур-Лапуант | могул, жінки    | 29.26        | 15.03        | 77.66        | 4 Q          | Bye          | Bye          | Bye          | Bye          | 29.70        | 14.53        | 79.50        | 1 Q          | 29.70      | 14.53      | 77.48      | 4 Q        | 29.54        | 14.71        | 78.56        | 2            |
| Енді Науде           | могул, жінки    | 29.10        | 15.21        | 79.60        | 2 Q          | Bye          | Bye          | Bye          | Bye          | 29.06        | 15.25        | 73.99        | 10 Q         | 28.98      | 15.34      | 78.78      | 1 Q        | не фінішував | не фінішував | не фінішував | не фінішував |
| Одрі Робішо          | могул, жінки    | 32.32        | 11.58        | 72.48        | 10 Q         | Bye          | Bye          | Bye          | Bye          | 32.00        | 11.94        | 74.27        | 8 Q          | 32.47      | 15.28      | 74.89      | 9          | не пройшла   | не пройшла   | не пройшла   | не пройшла   |

Скікрос
| Спортсмен            | Дисципліна        | № Посіву | № Посіву | 1/8 фіналу    | Чвертьфінал | Півфінал   | Фінал        | Фінал      |
| Спортсмен            | Дисципліна        | Час      | Місце    | Місце         | Місце       | Місце      | Місце        | Місце      |
| -------------------- | ----------------- | -------- | -------- | ------------- | ----------- | ---------- | ------------ | ---------- |
| Крістофер Дель Боско | скікрос, чоловіки | 1:48.25  | 31       | не фінішував  | не пройшов  | не пройшов | не пройшов   | не пройшов |
| Кевін Друрі          | скікрос, чоловіки | 1:09.41  | 3        | 1 Q           | 1 Q         | 1 FA       | не фінішував | 4          |
| Девід Дункан         | скікрос, чоловіки | 1:10.51  | 26       | 1 Q           | 2 Q         | 4 FB       | 4            | 8          |
| Брейді Леман         | скікрос, чоловіки | 1:09.94  | 8        | 2 Q           | 1 Q         | 1 FA       | 1            | 1          |
| Келсі Серва          | скікрос, жінки    | 1:13.33  | 2        | 1 Q           | 1 Q         | 2 FA       | 1            | 1          |
| Індія Шеррет         | скікрос, жінки    | 1:15.48  | 11       | не фінішувала | не пройшла  | не пройшла | не пройшла   | не пройшла |
| Бріттані Фелан       | скікрос, жінки    | 1:13.56  | 3        | 1 Q           | 1 Q         | 1 FA       | 2            | 2          |
| Маріелль Томпсон     | скікрос, жінки    | 1:13.11  | 1        | 3             | не пройшла  | не пройшла | не пройшла   | не пройшла |

Слоупстайл
| Спортсмен          | Дисципліна           | Кваліфікація | Кваліфікація | Кваліфікація | Кваліфікація | Фінал       | Фінал       | Фінал       | Фінал      | Фінал      |
| Спортсмен          | Дисципліна           | 1-ша спроба  | 2-га спроба  | Найкраща     | Місце        | 1-ша спроба | 2-га спроба | 3-тя спроба | Найкраща   | Місце      |
| ------------------ | -------------------- | ------------ | ------------ | ------------ | ------------ | ----------- | ----------- | ----------- | ---------- | ---------- |
| Алекс Больє-Маршан | слоупстайл, чоловіки | 48.20        | 94.20        | 94.20        | 3 Q          | 81.60       | 92.40       | 82.40       | 92.40      | 3          |
| Алекс Бельмар      | слоупстайл, чоловіки | 64.20        | 26.20        | 64.20        | 22           | не пройшов  | не пройшов  | не пройшов  | не пройшов | не пройшов |
| Тіл Гарл           | слоупстайл, чоловіки | 88.00        | 91.20        | 91.20        | 6 Q          | 22.80       | 25.60       | 90.00       | 90.00      | 5          |
| Еван МакІкран      | слоупстайл, чоловіки | 74.80        | 87.80        | 87.80        | 11 Q         | 89.40       | 4.40        | 32.60       | 89.40      | 6          |
| Дара Гауелл        | слоупстайл, жінки    | 12.80        | 32.00        | 32.00        | 21           | не пройшла  | не пройшла  | не пройшла  | не пройшла | не пройшла |
| Кім Ламарр         | слоупстайл, жінки    | 22.80        | 23.60        | 23.60        | 22           | не пройшла  | не пройшла  | не пройшла  | не пройшла | не пройшла |
| Юкі Цубота         | слоупстайл, жінки    | 65.40        | 78.20        | 78.20        | 9 Q          | 74.40       | 26.40       | 40.40       | 74.40      | 6          |

## Хокей
| Збірна                 | Дисципліна | Груповий етап                        | Груповий етап    | Груповий етап        | Груповий етап | Кваліфікаційний плейоф | Чвертьфінал      | Півфінал                             | Фінал / БМ       | Фінал / БМ |
| Збірна                 | Дисципліна | Суперник Рахунок                     | Суперник Рахунок | Суперник Рахунок     | Місце         | Суперник Рахунок       | Суперник Рахунок | Суперник Рахунок                     | Суперник Рахунок | Місце      |
| ---------------------- | ---------- | ------------------------------------ | ---------------- | -------------------- | ------------- | ---------------------- | ---------------- | ------------------------------------ | ---------------- | ---------- |
| Чоловіча збірна Канади | Чоловіки   | Швейцарія W 5–1                      | Чехія L 2–3 GWS  | Південна Корея W 4-0 | 2 QQ          | не брав участі         | Фінляндія W 1-0  | Німеччина L 3–4                      | Чехія W 6-4      | 3          |
| Жіноча збірна Канади   | Жінки      | Спортсмени-олімпійці з Росії · W 5–0 | Фінляндія W 4–1  | США W 2–1            | 1 QS          | Н/Д                    | не брав участі   | Спортсмени-олімпійці з Росії · W 5-0 | США L 2-3 GWS    | 2          |

## Шорт-трек
| Спортсмен                                                                  | Дисципліна                | Попередній заїзд | Попередній заїзд | Чвертьфінал     | Чвертьфінал     | Півфінал        | Півфінал        | Фінал           | Фінал           |
| Спортсмен                                                                  | Дисципліна                | Час              | Місце            | Час             | Місце           | Час             | Місце           | Час             | Місце           |
| -------------------------------------------------------------------------- | ------------------------- | ---------------- | ---------------- | --------------- | --------------- | --------------- | --------------- | --------------- | --------------- |
| Шарль Курнуає                                                              | 1000 м, чоловіки          | 1:24.051         | 3                | не пройшов      | не пройшов      | не пройшов      | не пройшов      | не пройшов      | не пройшов      |
| Паскаль Діон                                                               | 1500 м, чоловіки          | 2:16.856         | 5 ADV            | Н/Д             | Н/Д             | 2:12.640        | 3 FB            | 2:26.412        | 10              |
| Самюель Жирар                                                              | 500 м, чоловіки           | 40.493           | 1 Q              | 40.477          | 1 Q             | 40.185          | 2 FA            | 39.987          | 4               |
| Самюель Жирар                                                              | 1000 м, чоловіки          | 1:23.894         | 1 Q              | 1:24.289        | 1 Q             | 1:25.102        | 4 AA            | 1:24.650        | 1               |
| Самюель Жирар                                                              | 1500 м, чоловіки          | 2:12.923         | 2 Q              | Н/Д             | Н/Д             | —               | 6 AA            | 2:11.176        | 4               |
| Шарль Амлен                                                                | 500 м, чоловіки           | PEN              | PEN              | Did not advance | Did not advance | Did not advance | Did not advance | Did not advance | Did not advance |
| Шарль Амлен                                                                | 1000 м, чоловіки          | 1:23.407 OR      | 1 Q              | 1:24.015        | 2 Q             | PEN             | Did not advance | Did not advance | Did not advance |
| Шарль Амлен                                                                | 1500 м, чоловіки          | 2:12.130         | 1 Q              | Н/Д             | Н/Д             | 2:11.124        | 1 FA            | PEN             | 13              |
| Шарль Курнуає Паскаль Діон Самюель Жирар Шарль Амлен Франсуа Амлен         | естафета 5000 м, чоловіки | Н/Д              | Н/Д              | Н/Д             | Н/Д             | 6:41.042        | 2 FA            | 6:32.282        | 3               |
| Кім Бутен                                                                  | 500 м, жінки              | 43.634           | 1 Q              | 42.789          | 2 Q             | 43.234          | 3 AA            | 43.881          | 3               |
| Кім Бутен                                                                  | 1000 м, жінки             | 1:32.402         | 1 Q              | 1:30.013        | 1 Q             | 1:29.065        | 1 FA            | 1:29.956        | 2               |
| Кім Бутен                                                                  | 1500 м, жінки             | 2:21.149         | 2 Q              | Н/Д             | Н/Д             | 2:22.799        | 2 FA            | 2:25.834        | 3               |
| Джеймі Макдональд                                                          | 500 м, жінки              | PEN              | PEN              | не пройшла      | не пройшла      | не пройшла      | не пройшла      | не пройшла      | не пройшла      |
| Валері Мальте                                                              | 1000 м, жінки             | 1:30.773         | 2 Q              | 1:30.131        | 2 Q             | PEN             | не пройшла      | не пройшла      | не пройшла      |
| Валері Мальте                                                              | 1500 м, жінки             | 2:29.877         | 3 Q              | Н/Д             | Н/Д             | PEN             | не пройшла      | не пройшла      | не пройшла      |
| Маріан Сен-Желе                                                            | 500 м, жінки              | 43.437           | 1 Q              | PEN             | PEN             | не пройшла      | не пройшла      | не пройшла      | не пройшла      |
| Маріан Сен-Желе                                                            | 1000 м, жінки             | 1:30.512         | 2 Q              | 1:30.180        | 3               | не пройшла      | не пройшла      | не пройшла      | не пройшла      |
| Маріан Сен-Желе                                                            | 1500 м, жінки             | 2:31.274         | 2 Q              | Н/Д             | Н/Д             | PEN             | не пройшла      | не пройшла      | не пройшла      |
| Кім Бутен Касандра Брадетт Джеймі Макдональд Валері Мальте Маріан Сен-Желе | естафета 3000 м, жінки    | Н/Д              | Н/Д              | Н/Д             | Н/Д             | 4:07.627        | 2 FA            | PEN             | PEN             |